# شات کالر
شات کالر (به انگلیسی: Shot Caller) فیلمی است در ژانر جنایی و هیجانی به نویسندگی و کارگردانی ریک رومن وو محصول ۲۰۱۷ آمریکا. در این فیلم نیکولای کاستر-والدو، عمری هاردویک، لیک بل و جفری داناوان به ایفای نقش پرداخته‌اند.
داستان فیلم دربارهٔ یک مرد سربه‌راه است که به جرم رانندگی در شرایط مستی به زندان متهم می‌شود. در زندان او پس از دیدن صحنهٔ تجاوز به یک زندانی و برای محافظت از خود به دار و دستهٔ خلافکاری می‌پیوندد، ولی به دلیل همدستی با آن دارودسته زمان محکومیتش افزایش می‌یابد در عین حال در بین خلافکاران پیشرفت پیدا می‌کند. با آزادی از زندان از آنجا که خلافکارانی که او بدیشان پیوسته‌است خانواده‌اش را تهدید می‌کنند ناچار به همکاری با آنان است و سرانجام برای حفظ خانواده خود را قربانی می‌کند.